# Клубника

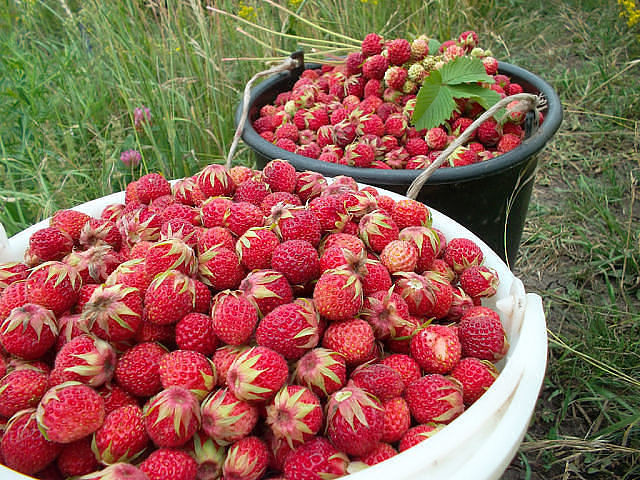
Ягоды клубники (плоды земляники зелёной)

Клубни́ка — название крупноплодных видов растений рода Земляника (Fragaria) семейства Розовые, а также их плодов. Название относится к землянике зелёной (Fragaria viridis), землянике мускусной (Fragaria moschata), землянике ананасной (Fragaria × ananassa). На Руси исторически была распространена земляника зелёная, в XVIII веке к ней прибавилась завезённая из Европы земляника мускусная, а позже — земляника ананасная. Эти три вида традиционно именуются клубникой.
Виды, в свою очередь, делятся на многочисленные сорта. Так, например, существует целый ряд сортов ананасной земляники (см. неполный список), среди которых встречаются и белоплодные, такие, как пайнберри.
Помимо употребления в пищу, плоды используют также для производства сока.

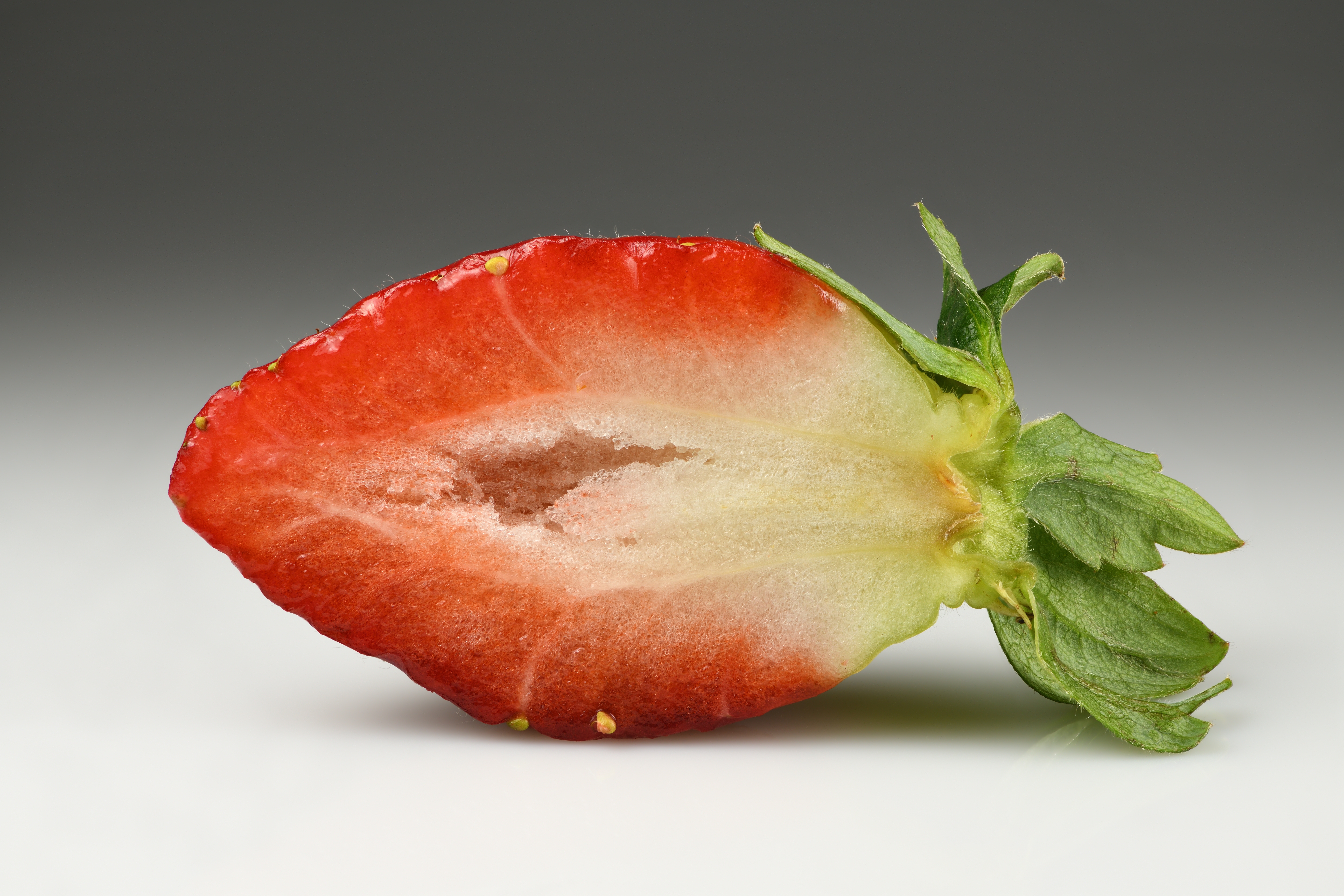
Ягода клубники в разрезе